# توبوسوكتو

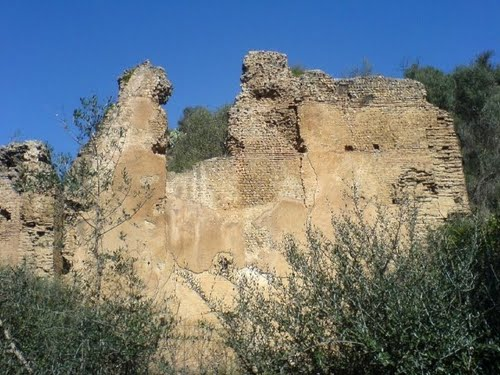
آثار توبوسوكتو الرومانية قرب تيكلات بالقصر

توبوسوكتو (بالإنجليزية: Tubusuctu) كانت مستعمرة رومانية بربرية قديمة في موريتانيا القيصرية تقع بالجزائر. أسسها أغسطس قيصر للمحاربين قدامى العسكريين وهي معروفة بزيت الزيتون.